# São Pedro da União (ort)
São Pedro da União är en ort i Brasilien.   Den ligger i kommunen São Pedro da União och delstaten Minas Gerais, i den sydöstra delen av landet, 600 km söder om huvudstaden Brasília. São Pedro da União ligger 981 meter över havet och antalet invånare är 5 040.
Terrängen runt São Pedro da União är platt åt nordväst, men åt sydost är den kuperad. São Pedro da União ligger nere i en dal. Runt São Pedro da União är det ganska glesbefolkat, med 25 invånare per kvadratkilometer.. Det finns inga andra samhällen i närheten.
Omgivningarna runt São Pedro da União är huvudsakligen savann.